# Marco Antonio Rodríguez Moreno

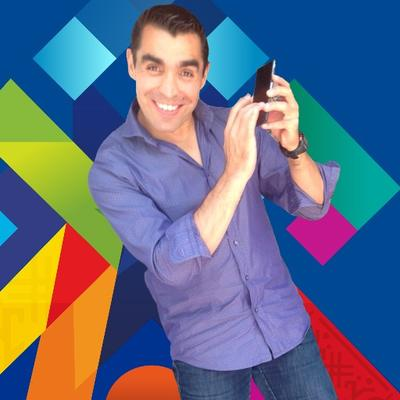
Marco Antonio Rodríguez Moreno

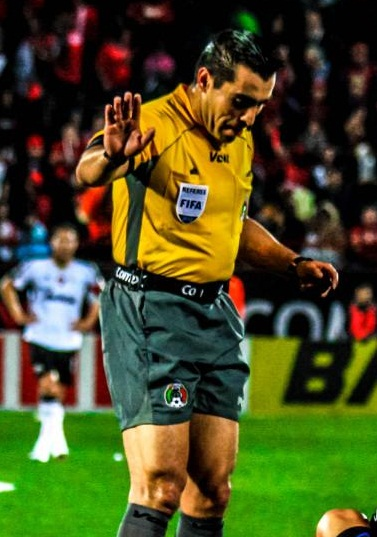
Marco Rodríguez (2012)

Marco Antonio Rodríguez Moreno (* 10. November 1973 in Mexiko-Stadt) ist ein ehemaliger mexikanischer Fußballschiedsrichter.

## Werdegang
Moreno war von 1999 bis 2014 FIFA-Schiedsrichter. Sein erstes Länderspiel leitete er am 3. März 1999 mit der Partie Paraguay gegen Guatemala.
Rodríguez war bei verschiedenen internationalen Turnieren im Einsatz: Bei den U17-Weltmeisterschaften 2003, 2005 und 2013, bei der U20-Weltmeisterschaft 2009, bei den Klub-Weltmeisterschaften 2007 (inklusive Finale) und 2012, bei der Copa América 2004 und bei fünf CONCACAF Gold Cups (2005, 2007, 2009, 2011, 2013).
Die Fußball-Weltmeisterschaft 2006 in Deutschland war sein erstes großes Turnier. Ihm standen seine Assistenten José Luis Camargo (Mexiko) und Leonel Leal (Costa Rica) zur Seite. Mit 32 Jahren war er der jüngste Schiedsrichter dieser Weltmeisterschaft. Rodríguez leitete die Spiele England gegen Paraguay und Elfenbeinküste gegen Serbien und Montenegro.
Bei der WM 2010 leitete er die Begegnungen Deutschland gegen Australien sowie Chile gegen Spanien.
2014 nahm er an seiner dritten Weltmeisterschaft teil und leitete dabei unter anderem das Halbfinale Brasilien gegen Deutschland, womit er seine Karriere beendete.
Er ist außerdem als Fußballtrainer, Sportlehrer, Unternehmer, Redner und Botschafter für Gesundheit sowie als christlicher Missionar für humanitäre Hilfe tätig.  Aufgrund seiner Frisur wird er auch oft mit dem Spitznamen Chiquidrácula (deutsch Klein-Dracula) verspottet, der sich auf eine Person der mexikanischen Kindersendung der 1980er und 1990er Jahre Chiquilladas bezieht.

## Einsätze bei Weltmeisterschaften

### Einsätze bei der Fußball-Weltmeisterschaft 2006
| Phase        | Datum         | Spielort          | Heimmannschaft | Gastmannschaft         | Ergebnis  |
| ------------ | ------------- | ----------------- | -------------- | ---------------------- | --------- |
| Gruppenphase | 10. Juni 2006 | Frankfurt am Main | England        | Paraguay               | 1:0 (1:0) |
| Gruppenphase | 21. Juni 2006 | München           | Elfenbeinküste | Serbien und Montenegro | 3:2 (1:2) |

### Einsätze bei der Fußball-Weltmeisterschaft 2010
| Phase        | Datum         | Spielort | Heimmannschaft | Gastmannschaft | Ergebnis  |
| ------------ | ------------- | -------- | -------------- | -------------- | --------- |
| Gruppenphase | 13. Juni 2010 | Durban   | Deutschland    | Australien     | 4:0 (2:0) |
| Gruppenphase | 25. Juni 2010 | Pretoria | Chile          | Spanien        | 1:2 (0:2) |

### Einsätze bei der Fußball-Weltmeisterschaft 2014
| Phase        | Datum         | Spielort       | Heimmannschaft | Gastmannschaft | Ergebnis  |
| ------------ | ------------- | -------------- | -------------- | -------------- | --------- |
| Gruppenphase | 17. Juni 2014 | Belo Horizonte | Belgien        | Algerien       | 2:1 (0:1) |
| Gruppenphase | 24. Juni 2014 | Natal          | Italien        | Uruguay        | 0:1 (0:0) |
| Halbfinale   | 8. Juli 2014  | Belo Horizonte | Brasilien      | Deutschland    | 1:7 (0:5) |